# シルバー・レイクの岸辺で
『シルバー・レイクの岸辺で』（シルバーレイクのきしべで、By the Shores of Silver Lake）は、ローラ・インガルス・ワイルダーによって書かれ、1939年に出版された自伝的児童小説で、彼女の『小さな家』シリーズ9冊のうちの5冊目である。彼女が12歳のときに家族でミネソタ州プラム・クリークからサウスダコタ州デ・スメットとなる地域に移住するまでの期間は1年強である。この小説は、シリーズの4冊目から8冊目までと同様に、1940年のニューベリー名誉本となった。

## あらすじ
この小説は、1879年からサウスダコタ州デ・スメット近くで過ごしたローラの幼少期の終わり頃の話に基づいている。妹のメアリーは猩紅熱でこの頃失明したため、お父さんはローラに、自分が見ているものを説明して「メアリーの目になって」と頼む。この妹の世話を通じて、彼女はさらに忍耐強くなり、成熟していくことになる。この小説には、ローラの末の妹、グレースも登場する。
物語は、インガル家がメアリーの失明の原因となった猩紅熱(当時は、脳熱、brain feversと言われていた。猩紅熱とされるようになったのは、後のことである。)から回復した直後のプラム・クリークから始まる。ドシアおばさんが訪ねてきて、お父さんにヘンリーおじさんの鉄道キャンプで簿記係として月50ドルで働くことを提案する。メアリーは衰弱して旅行することができないため、お父さんはワゴンとチームを率いて先に行き、残りの家族はその後鉄道の列車で行くことになった。
パパが出発する朝、彼らの最愛の年老いたブルドッグのジャックが睡眠中に亡くなり、ローラはとても悲しんだ。（ジャックのモデルとなった犬は、その時点ではもうインガルス家にはいなかっが、ローラは子供時代と青年期の間の移行として機能するために、ここに彼の死を挿入している。）数か月後、マーと子供たちは列車に乗ってダコタ準州へ向かう。彼らにとってこれは初めての鉄道旅行であり、馬や馬車が 1 日で移動する距離を数時間でカバーできるこの新しい交通手段の目新しさに興奮する。
お父さんが街まで彼らを迎えに来て、翌日彼らは鉄道建設の関係者のキャンプ地に向けて出発する。ローラといとこのレナは、近所の人が洗った洗濯物の回収から牛の乳搾りまで、家事が終わると一緒に遊んでいる。ローラは、レナからポニーの使用を許可され、初めて馬に乗ります。冬が近づくと、鉄道労働者たちはキャンプ地内の建物を取り壊し、東へ帰っていく。
インガル一家は取り壊し後に泊まるところがなくなったため、やはり東に戻るつもりだが、冬の間滞在する予定だった測量士らが、東に呼び戻されることになったので、彼らの代わりに家に留まって測量機器の留守番をしてくれないかと頼まれる。
ローラは、食料が十分に揃った美しい家に引っ越すことに興奮している。新婚のボースト夫妻が吹雪の中、到着する。
彼らはクリスマスを過ぎても滞在し、新年にインガル一家は夕食のためにボースト家の小さな家を訪れる。
時間を潰すために、ボースト夫人は新聞のコレクションをローラと共有し、インガルス一家に新聞を使ってなんやかやの作り方を教える。 
その後、オールデン牧師が予期せず訪問し、メアリーが盲目であることを知った後、アイオワに盲人のためのカレッジがあることをお母さんに教える。ローラは、最終的には学校を教え、メアリーを大学に進学させるのを手伝うことを決意する。
その冬の晴れた夜、ローラとキャリーは月明かりの下で湖の上を散歩し、オオカミに遭遇する。翌日、お父さんが狩りに出かけると、彼らの自作農場(homestead)を主張するのに最適な土地を発見した。彼は天気が良くなり次第、ブルッキングズの土地事務所に提出するつもりだ。しかし、西に移動する人々のラッシュにより、彼の出発は遅れ、彼らも測量士の建物に留まらなければならない。
測量士の家の管理で稼いだお金は、後にメアリーの学費に使われることになる。お父さんはブルッキングスから戻った後、測量士たちが戻ってきたときに家族が引っ越しできるように町に店舗の建物を建てる。小説は、インガル一家が新しい土地の居心地の良い小屋に定住するところで終わる。

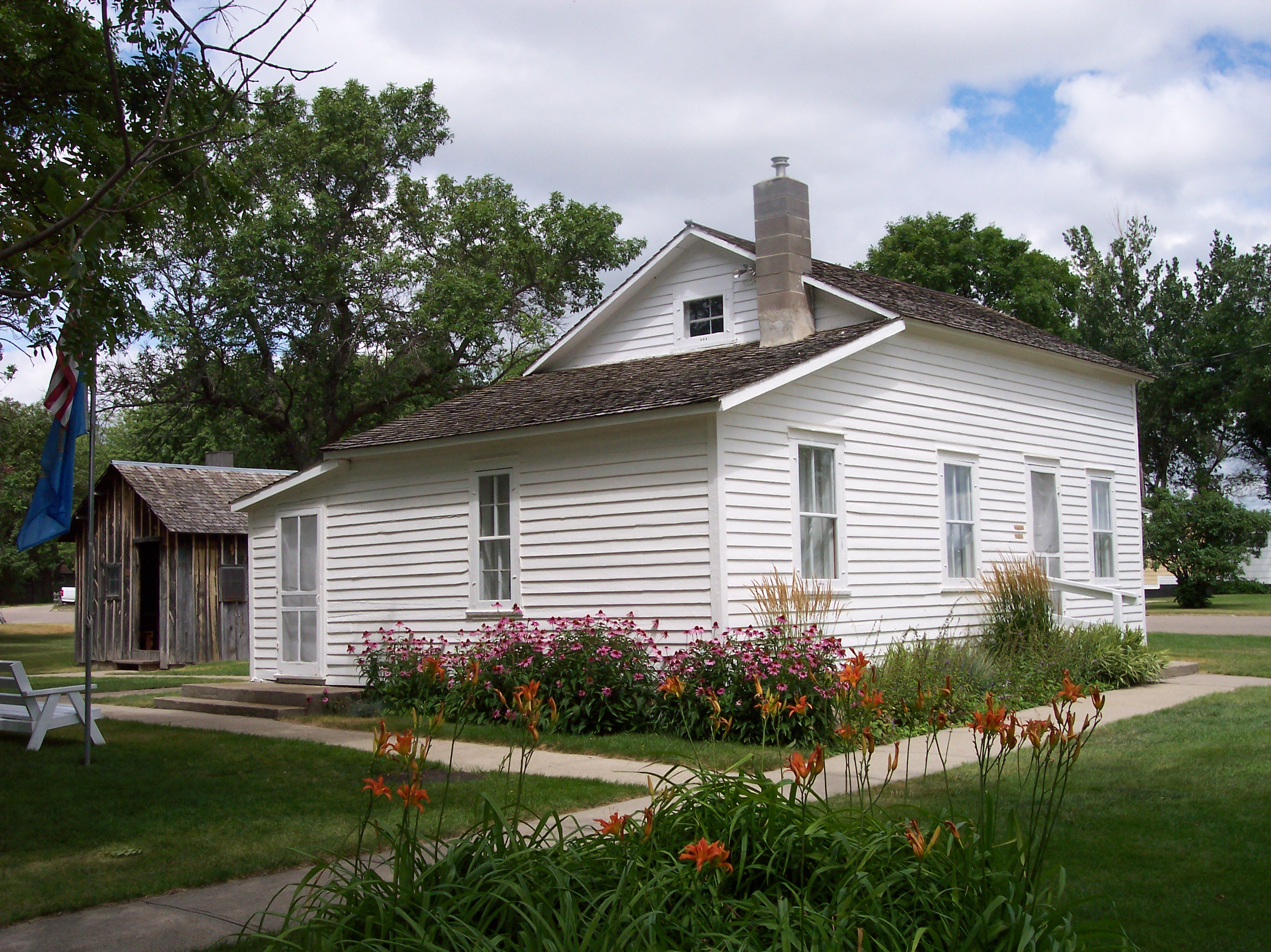
チャールズ・インガルスの家族がダコタで最初に住んだ家、測量士の家

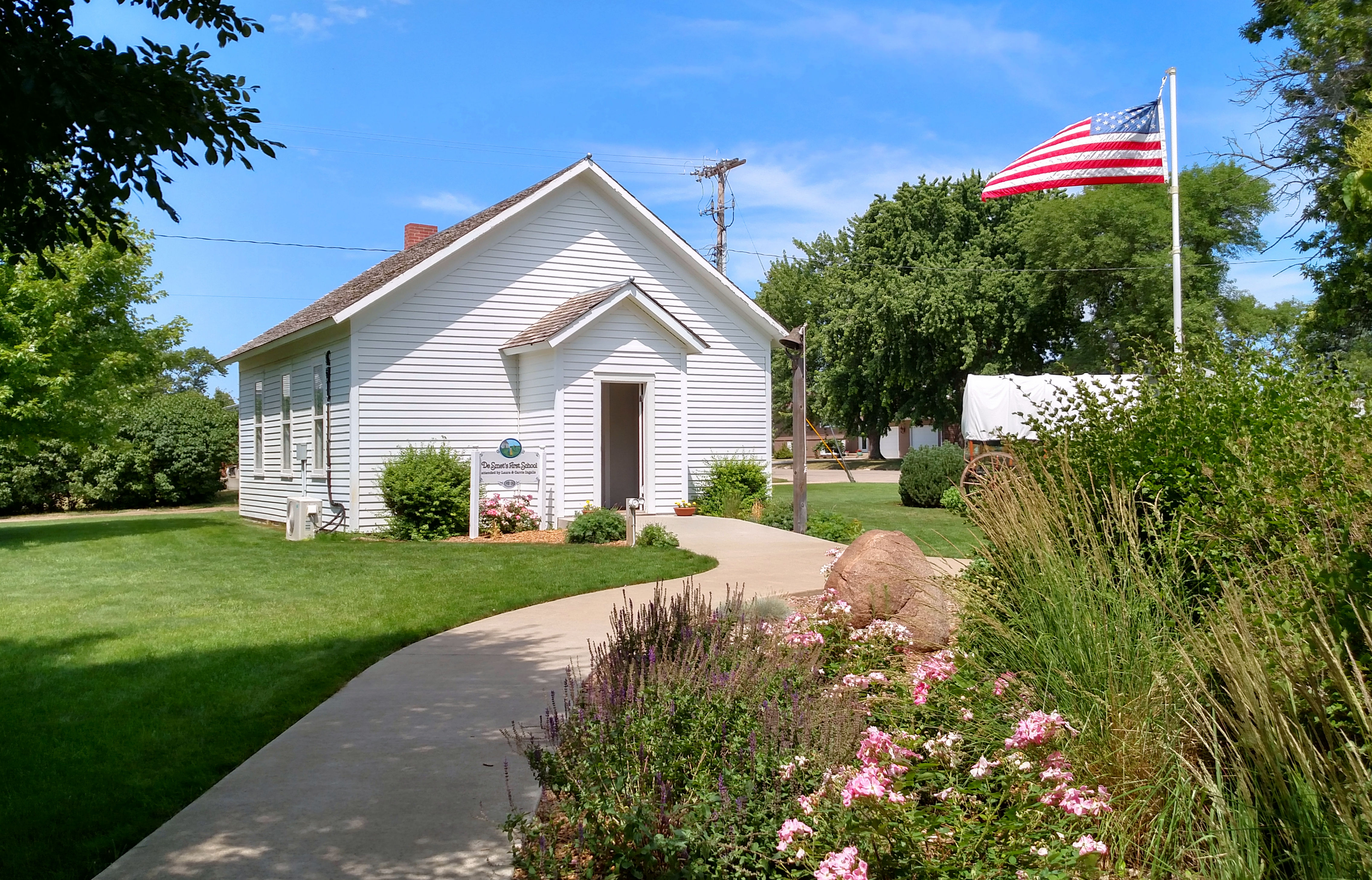
デ・スメット・スクール、デ・スメットで最初の学校で、グレース・インガルスと彼女の姉のキャリーとローラが通った

## 歴史的背景
米国中西部への入植を促進するために、議会は1862 年にホームステッド法を可決した。これは未入植の土地をいくつかのセクションに分割し、世帯主はわずかな金額で請求を行うことができるというものである。
1 区画は 1 平方マイル (2.6 km 2 ; 640 エーカー) で、請求権は 1 区画の 1/4 (160 エーカー) だった。タウンシップは 36 のセクションで構成される。セクションは 3 つの数字で識別される。たとえば、セクション 18、タウンシップ 109、レンジ 38 の北西四分の一である。$10.00 とその他の申請手数料を支払うことで、そこに5年間住んでいて、東に戻ることを断念するなら、男性は自分の使用のために160 エーカー (0.65 km 2 ) の土地を得ることができる。 
インガルス家はプラムクリーク近くで1つの権利を主張した。1880 年の春、チャールズはデ・スメットの南、セクション 3、タウンシップ 110、レンジ 56 の北東地区のホームステッド請求権を申請した。.
小説のいくつかの細部は、より自伝的な情報源の説明とは異なる箇所がある。たとえば、ローラは実際に線路を敷設するため地面を均した場所を訪れたことはないようだが、小説では彼女は父親と一緒にそういう場所にも行っている。彼女はまた、測量士たちが引っ越したときに家に食べ物を残し、インガル一家に食べさせたと書いている。しかし、他の情報源は矛盾しており、お父さんが冬に備えて物資を購入しなければならなかったのかどうかは不明である。
ローラの娘であるローズ・ワイルダー・レーンは、メアリーが失明した話は本に書かないようにローラに提案した。しかし、ローラは、状況全体がメアリーだけでなく家族全員の人生を変えたものであることを考慮して、それを書くことに決めた。たとえば、ローラが教師になった理由の1つは、メアリーをアイオワ盲学校に送るための資金を援助することだった。学校は当時寄宿制だったので。

## 批評
ヴァージニア・カーカスは、1926年から1932年までハーパー&ブラザーズ誌でインガルス・ワイルダーのデビュー小説『大きな森の小さな家』を編集者として担当していた。 1933年からの彼女の半月刊誌『カーカス・レビュー』では、彼女はこの小説に星付きレビューを与えた。前２作「大草原の小さな家」「プラム・クリークの土手で」と次作「長い冬」にも星付きの評価を与えている、シリーズの第3作から第6作までの高評価を与え、他の作品にはこれほどの評価を与えていない。）
彼女は書店のアドバイザーとしてこの本を率直に評価し、「ローラ・ワイルダーの子供時代に関するこれらの物語がフィクションに属するかノンフィクションに属するかについては常に判断に迷うところである。だから、他の作品が最もよく売れるとわかった場所にこの本を置くようにして欲しい。…実際の開拓地について書かれた模ごとな作品…中西部市場にとって特に興味深い、事実に基づいた最先端の資料である。」
この小説は、ワイルダーにとってニューベリー名誉賞を受賞したシリーズ第 4 巻から第 8 巻までの 5 冊のうちの 2 冊目である。

## 近年の影響
現在、サウスダコタ州デ・スメットは、小説「シルバー・レイクの岸辺で」、「長い冬」、「大草原の小さな町」、「幸せな黄金時代」 、「最初の 4 年間」の舞台となった史跡で多くのファンを魅了している。1879 年から 1894 年まで、インガルス一家はそこに住んでいた。彼らの農場もしくは開拓地(Ingalls Homestead、関連の建物は残っていないが、お父さんが植えた5本のコットンウッドの木が健在)、お父さんが建てた町の家、ローラが教師として教えたブリュースター学校(Brewster School、ワンルームだけの学校)、そして 1879 年から 1880 年の間に彼らが住んでいた測量士の家は訪問者に公開されている。
『大草原の小さな家』に加えて、それに続く4冊のシリーズがその内容を拡張し、ワイルダー一家の 5 世代を網羅している。これらの本の成功により、オリジナルのストーリーを若い読者向けに凝縮して簡略化した形式で紹介する 2 つのシリーズ (「Little House Chapter Books」と「My First Little House Books」) を含む多くの関連書籍が出版された。ワイルダーの母親（「キャロライン時代」）、祖母（「シャーロット時代」）、曽祖母（「マーサ時代」）、娘（「ローズ時代」）の物語を伝える追加のシリーズ(Little House Sequelと呼ばれている)が他の著者によって書かれている。 これらの続編ものの中で最も重要な執筆者は、ロジャー・マクブライドである。彼は、弁護士で政治家であるが、養母であったローズ・ワイルダー・レーンから「政治的弟子」、遺言執行者に指名され、ローズの幼少期をテーマにした小説を8冊執筆し、TVの「大草原の小さな家」シリーズの制作者でプロデューサーでもある。また、それら続編とは別に小さな家をテーマにした工芸品、音楽、料理本 もある。

## 日本語訳
- 恩地三保子(訳)『シルバーレイクの岸辺で(福音館文庫. インガルス一家の物語 ; 4)』福音館書店、1973年、のち福音館文庫、2003年